# جسی گرگوری جیمز
جسی گرگوری جیمز (انگلیسی: Jesse Gregory James؛ زادهٔ ۱۹ آوریل ۱۹۶۹) یک ستارهٔ آمریکایی، مدیر عامل اجرایی اسبق فروشگاه آستین سپید شاپ (Austin Speed Shop) مستقر در آستین، تگزاس و مجری نمایش‌های واقعی تلویزیونی اهل ایالات متحده آمریکا است. وی بین سال‌های ۱۹۹۲ تا ۲۰۱۶ میلادی فعالیت می‌کرد.